# KH-11
Keyhole 11, ou KH-11 est une famille de satellites de reconnaissance optique américains développés par l'agence de renseignement américaine National Reconnaissance Office et placés en orbite à compter de 1976. Ces satellites, dotés d'une chambre photographique numérique, sont les premiers satellites espions américains à permettre la mise à disposition des photographies en quasi temps réel (Jusqu'à la série KH-9, les photographies réalisées sur une pellicule argentique étaient retournées sur Terre à bord d'une capsule). 
Peu d'informations sont disponibles sur les caractéristiques techniques des KH-11 qui en 2025 sont toujours couverts par le secret défense. Dotés d'une optique de 2,4 mètres d'ouverture et circulant sur une orbite comprise entre 250 et 500 kilomètres, les satellites KH-11, qui pèsent entre 13 et 20 tonnes selon les modèles, fournissent des images dont la résolution spatiale atteint quelques centimètres.  Ces satellites sont également connus sous les noms de code   Crystal, et Kennen.

## Historique du projet
Les satellites de reconnaissance KH-11  ont succédé aux satellites KH-7 et KH-8.
Keyhole 7 ou KH-7 (nom de code Gambit 1) est une série de satellites de reconnaissance optique américains placés en orbite entre 1963 et 1967. Placés sur une orbite basse, ces satellites à la durée de vie brève (9 jours) réalisaient des images avec une résolution spatiale de 60 cm et envoyaient en fin de mission les données ainsi collectées dans une capsule de retour unique équipée d'un bouclier thermique et d'un parachute. Le KH-7 était généralement chargé d'effectuer des photos détaillées des sites repérés au préalable par des satellites de reconnaissance de la série des KH-4. La série des KH-7 a été remplacée par la série des KH-8/Gambit 3.

## Caractéristiques techniques
Les caractéristiques précises du satellite KH-11 restent secrètes en 2025 et n'ont fait l'objet d'aucune publication officielle à cette date. Certaines d'entre elles ont fini par émerger de manière indirecte. Les satellites KH-11 ressemblent probablement au télescope spatial Hubble dans leur forme générale. Avec un miroir primaire de 2,4 m, leur résolution théorique atteindrait 6 cm au sol à une altitude de 250 kilomètres. Compte tenu des dégradations dues à l'atmosphère, la résolution spatiale opérationnelle est sans doute de l'ordre d'une dizaine de centimètres,.
Principales dimensions : 
- Masse : entre 13 000  et   17 000 kg ;
- Longueur : 19,5 m ;
- Diamètre : 3 m ou moins.

Schéma d'un satellite KH11 en se basant sur la conception du télescope spatial Hubble
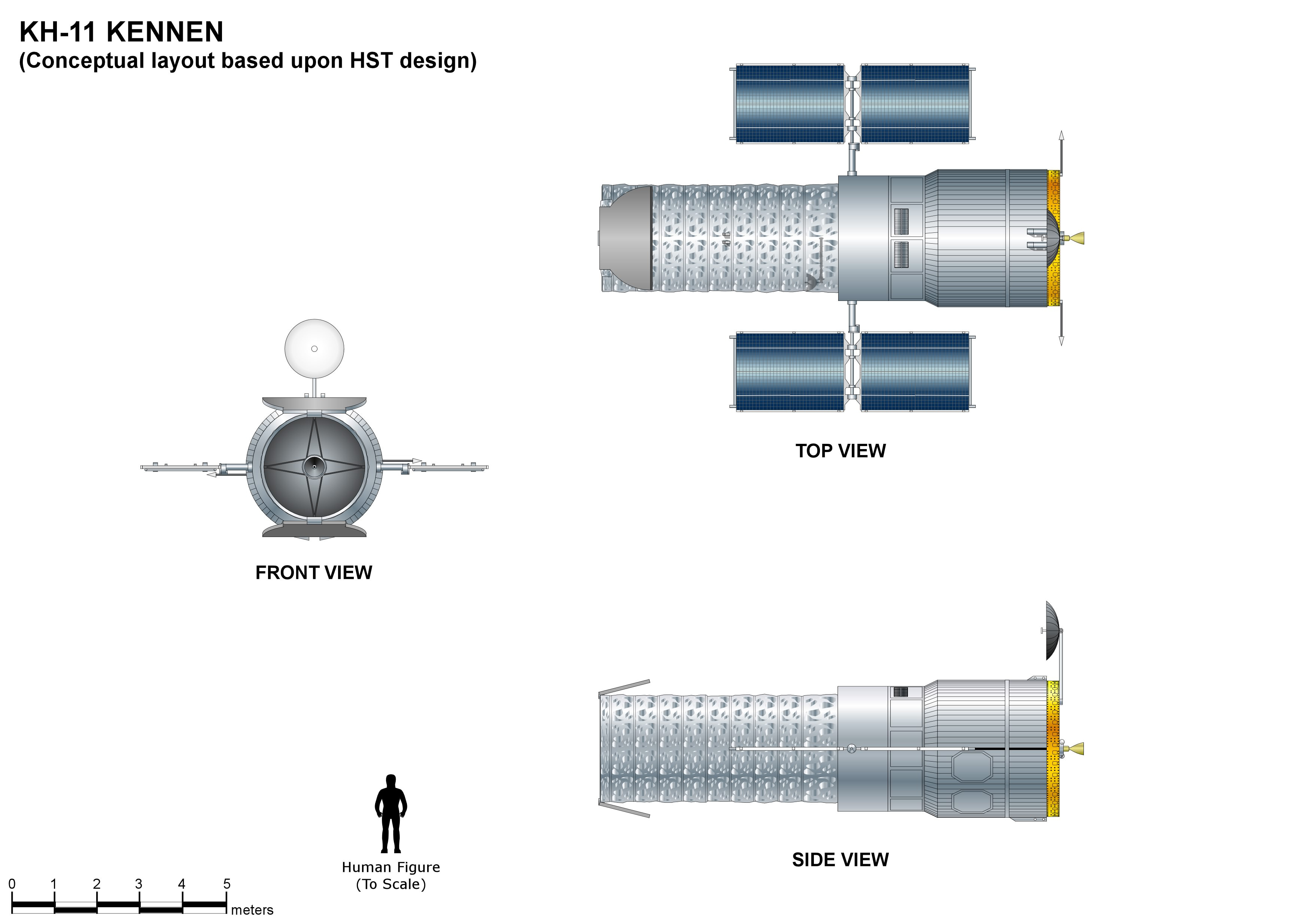
Vue externe.
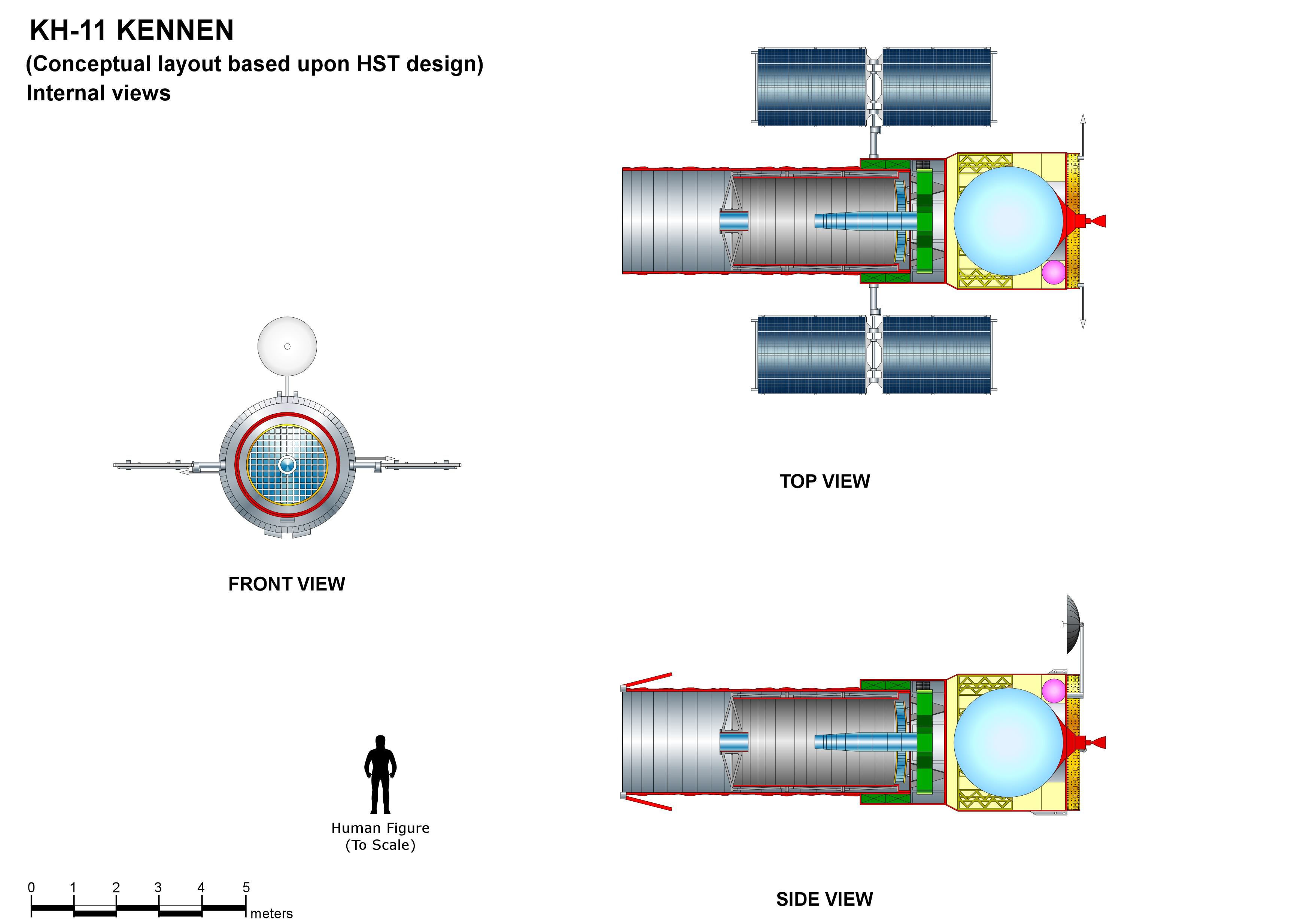
Vue interne.

### Versions
En se basant sur les lanceurs utilisés et le comportement en orbite des différents satellites, les spécialistes du domaine ont déduit l'existence des  cinq versions suivantes, :
- Bloc 1 (satellites no 1 à 5) : version originale placée sur une orbite 270 x 500 kilomètres. Cinq satellites de cette génération ont été lancés entre le 19 décembre 1976 et le 17 novembre 1982.
- Bloc 2 ou KH-11B (no 6 à 9) : ils sont supposés pouvoir prendre des photos dans l'infrarouge en plus du spectre visible. Leur orbite est de 270 x 1000 km. Un de ces KH-11 a été perdu au lancement. Leur nom de code est Dragon ou Crystal.
- Bloc 3 (no 10 à 12 et 14) : dispose de plus d'ergols pour allonger sa durée de vie et comprend des équipements permettant son déploiement et sa maintenance par la navette spatiale américaine. Leur nom de code est Improved Crystal.
- Bloc 4 (no 13 et 15 à 16) : équipements liés à la navette spatiale américaine supprimés
- Bloc 5 (à partir du no 17) : le premier exemplaire ce cette version améliorée a été lancé en fin 1978 (NROL-71).

## Déroulement des missions

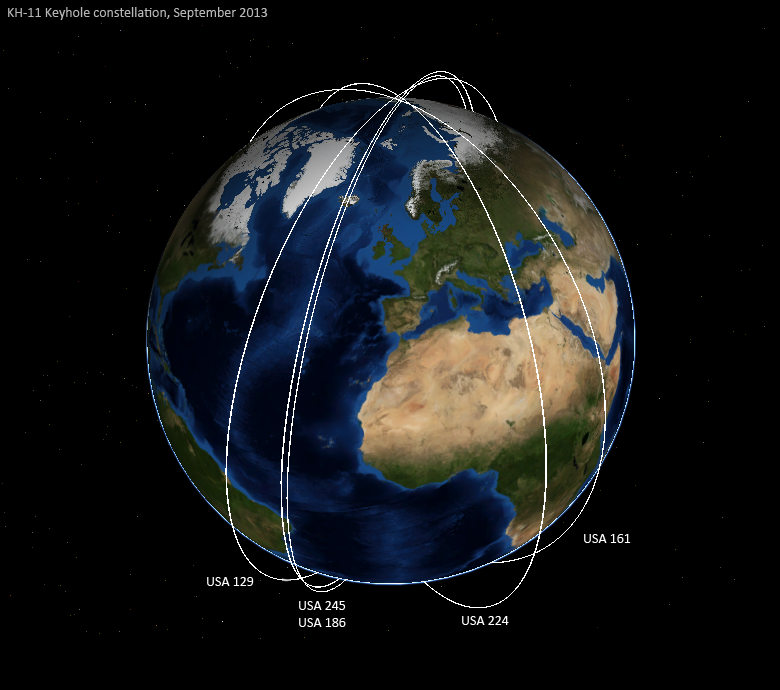
Orbites des satellites KH-11 (deux satellites primaires et deux satellites secondaires).

### Lancement
Compte tenu de leur masse, qui est comprise entre 12 et 20 tonnes selon les versions, les satellites KH-11 sont placés en orbite par les versions les plus puissantes des lanceurs spatiaux lourds équipés d'une coiffe longue qui est la seule adaptée à la taille du satellite estimée à une vingtaine de mètres. Ces satellites ont été placés en orbite successivement par des Titan-34D, des Titan IV Heavy puis des Delta IV Heavy.  

### Constellation et orbites
L'agence de renseignement américaine, la NRO, maintient en permanence une constellation de quatre satellites KH-11  en orbite. Tous circulent sur une orbite héliosynchrone. Deux de ces satellites, dits primaires, circulent sur des plans orbitaux écartés de 48 à 50 degrés et repassent au-dessus du même point environ tous les quatre jours. Pour exploiter les informations fournies pas les ombres, l'un survole la face éclairée de la Terre dans la matinée tandis que l'autre effectue ses passes durant l'après-midi. A chacun de ces satellites est associé un satellite secondaire qui circule sur un plan orbital décalé de 10 à 20 degrés,,,,,.    

### Transfert des données au sol
Contrairement aux générations précédentes (KH7/KH8) les photographies ne sont pas prises sur une pellicule argentique mais sont dès le départ numériques. Les images sont renvoyées aux stations terriennes par l'intermédiaire de la constellation de satellites de télécommunications militaires Satellite Data System (SDS) qui circulent pour certains sur une orbite géostationnaire et pour d'autres sur une orbite de Molniya. Chaque satellite KH-11 dispose à tout moment d'un satellite SDS à portée ce qui permet à la NRO de disposer des photos quelques minutes après la prise de vue. 

### Durée de vie
La durée de vie d'un satellite est d'environ 2 ou 3 ans, même si l'un d'entre eux (KH-11-6) a pu être utilisé pendant 11 ans.

## Fuites d'informations classifiées sur le KH-11

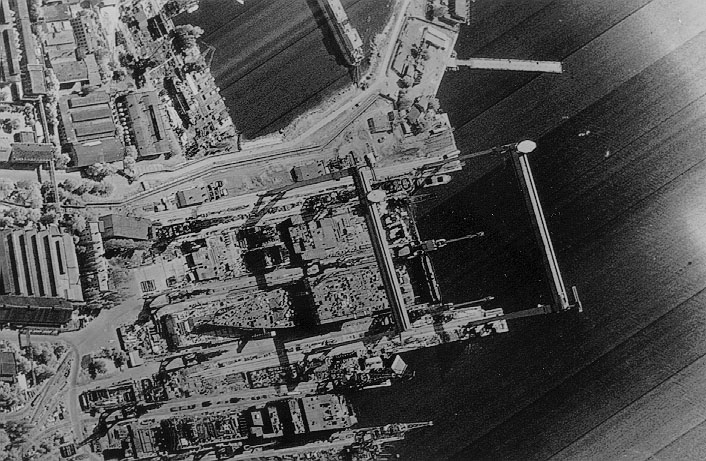
Une des photos publiées dans Jane's

En 1977, un employé de la CIA, William Kampiles, vendit un manuel secret du KH-11 au KGB en Grèce pour 3 000 dollars américains. Une taupe dans l'antenne du KGB en Grèce, Sergueï Bokhan, prévint la CIA et Kampiles fut jugé et condamné.
Au cours des années 1980, plusieurs photos prises par des satellite KH-11 sont rendues publiques. Lors de l'opération Eagle Claw en Iran, des photos satellites furent abandonnées par les Américains. En 1981, Aviation Week & Space Technology publie une photo (à la qualité dégradée) d'un bombardier soviétique prise sur l'aéroport de Ramenskoïe. En 1984, un analyste du Naval Intelligence Support Center, Samuel Loring Morison, fournit au Jane's Defence Weekly plusieurs images du chantier naval soviétique 444 à Nikolaïev en Ukraine, où un porte-aéronefs de la classe Kiev était en construction. Les photos du KH-11 avaient subi un traitement numérique destiné à augmenter leur qualité.

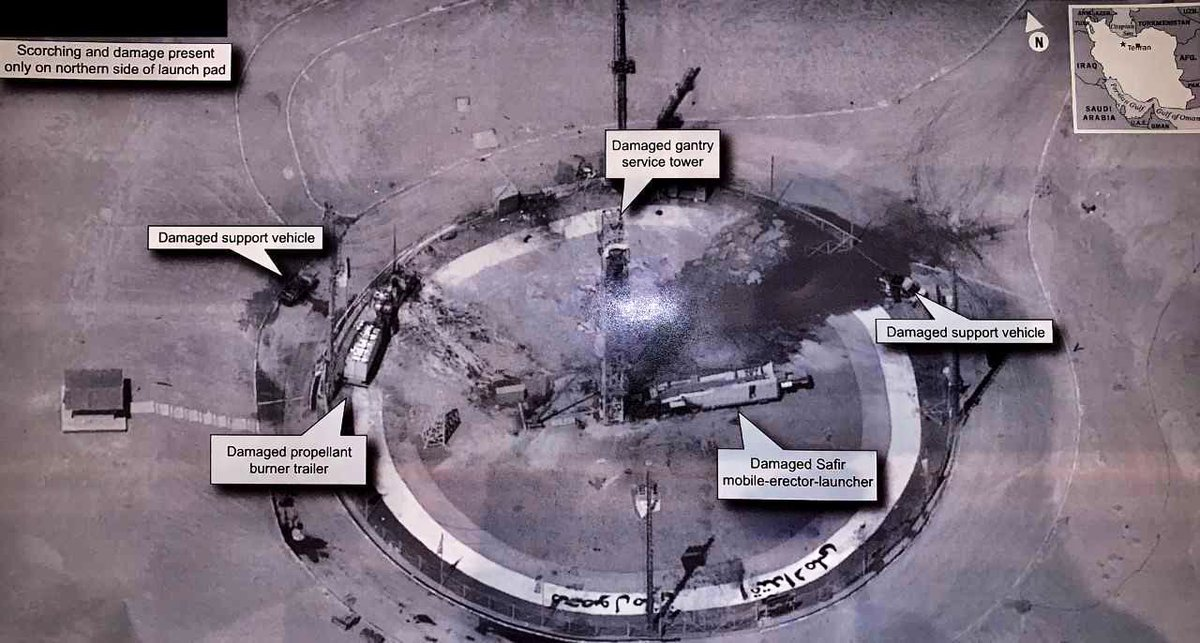
L'image du pas-de-tir de la base de lancement iranienne de Semnan détruit après l'échec du lancement d'une fusée Safir, en résolution d'environ 10 cm par pixel, diffusée par Donald Trump et qui aurait été photographiée par un satellite KH-11 nommé USA-224.

En 2019, une photo publiée par le compte twitter de Donald Trump a été identifiée comme provenant d'un KH-11. L'image en question ne sera déclassifiée qu'en 2022, confirmant ainsi son origine.

## Liste des satellites KH-11
| Nom      | Version | Lanceur    | Date lancement    | Identifiant Cospar | Autre désignation | Date rentrée atmosphérique | Remarque              |
| -------- | ------- | ---------- | ----------------- | ------------------ | ----------------- | -------------------------- | --------------------- |
| KH-11-1  | Bloc 1  | Titan-3D   | 19 décembre 1976  | 1976-125A          | OPS-5705          | 28 janvier 1979            |                       |
| KH-11-2  | Bloc 1  | Titan-3D   | 14 juin 1978      | 1978-060A          | OPS-4515          | 23 août 1981               |                       |
| KH-11-3  | Bloc 1  | Titan-3D   | 7 février 1980    | 1980-010A          | OPS-2581          | 30 octobre 1982            |                       |
| KH-11-4  | Bloc 1  | Titan-3D   | 3 septembre 1981  | 1981-085A          | OPS-3984          | 23 novembre 1984           |                       |
| KH-11-5  | Bloc 1  | Titan-3D   | 17 novembre 1982  | 1982-111A          | OPS-9627          | 13 août 1985               |                       |
| KH-11-6  | Bloc 2  | Titan-34D  | 4 décembre 1984   | 1984-122A          | USA-6             | 10 novembre 1994           |                       |
| KH-11-7  | Bloc 2  | Titan-34D  | 28 août 1985      | 1985-F02           | USA               |                            | échec du lancement    |
| KH-11-8  | Bloc 2  | Titan-34D  | 26 octobre 1987   | 1987-090A          | USA-27            | 11 juin 1992               |                       |
| KH-11-9  | Bloc 2  | Titan-34D  | 6 novembre 1988   | 1988-099A          | USA-33            | 12 mai 1996                |                       |
| KH-11-10 | Bloc 3  | Titan IV-A | 28 novembre 1992  | 1992-083A          | USA-86            | 5 juin 2000                |                       |
| KH-11-11 | Bloc 4  | Titan IV-A | 5 décembre 1995   | 1995-066A          | USA-116           | 19 novembre 2008           |                       |
| KH-11-12 | Bloc 3  | Titan IV-A | 20 décembre 1996  | 1996-072A          | USA-129, NROL 2   | 24 avril 2014              |                       |
| KH-11-13 | Bloc 4  | Titan IV-A | 5 octobre 2001    | 2001-044A          | USA-161, NROL 14  | fin 2014                   |                       |
| KH-11-14 | Bloc 3  | Titan IV-A | 19 octobre 2005   | 2005-042A          | USA-186, NROL 20  |                            |                       |
| KH-11-15 | Bloc 4  | Delta IV-H | 20 janvier 2011   | 2011-002A          | USA-224, NROL 49  |                            |                       |
| KH-11-16 | Bloc 4  | Delta IV-H | 28 novembre 2013  | 2013-043A          | USA-245, NROL 65  |                            |                       |
| KH-11-17 | Bloc 5? | Delta IV-H | 19 janvier 2019   | 2019-004A          | USA-290, NROL 71  |                            | Orbite inclinée à 74° |
| KH-11-18 | Bloc 5? | Delta IV-H | 26 avril 2021     | 2021-032A          | USA-314, NROL 82  |                            |                       |
| KH-11-19 | Bloc 5? | Delta IV-H | 24 septembre 2022 | 2022-117A          | USA-338, NROL 91  |                            |                       |